# Nechí
Nechi este un municipiu din departamentul Antioquia, Columbia.